# Copa Libertadores de Futsal 2018
La Copa Libertadores de fútbol sala 2018, denominada oficialmente Copa Conmebol Libertadores Futsal 2018, fue la  decimoséptima edición de este torneo organizado por la Conmebol, que enfrentó a los mejores clubes de fútbol sala de América del Sur. El torneo se desarrollará en abril y participaron equipos de los diez países que forman parte de la Conmebol: Argentina, Bolivia, Brasil, Chile, Colombia, Ecuador, Paraguay, Perú, Uruguay y Venezuela.

## Equipos participantes
| País             | Equipo                          | Vía de clasificación |
| ---------------- | ------------------------------- | --- |
| Argentina 1 cupo | Boca Juniors                    | Campeón del Campeonato de Primera División 2017                                                                              |
| Bolivia 1 cupo   | C.R.E                           | Campeón de la Liga Nacional de Futsal 2017                                                                                   |
| Brasil 3 cupos   | Carlos Barbosa Joinville Magnus | Campeón de la Copa Libertadores de Futbal sala 2017 Campeón de la Liga Brasileña de Fútbol Sala 2017 Invitado país anfitrión |
| Chile 1 cupo     | Colo Colo                       | Campeón del Campeonato Nacional de Futsal ANFP 2017                                                                          |
| Colombia 1 cupo  | Leones de Nariño                | Campeón de la Superliga Colombiana de Fútsal 2017                                                                            |
| Ecuador 1 cupo   | Societa Sportiva Bocca          | Campeón del Campeonato Nacional Futsal del Ecuador 2016-2017                                                                 |
| Paraguay 1 cupos | Cerro Porteño                   | Campeón de la Liga Premium de Futsal 2017                                                                                    |
| Perú 1 cupos     | Panta Walon                     | Campeón de la División de Honor de fútbol sala de Perú 2017                                                                  |
| Uruguay 1 cupo   | Nacional                        | Campeón del Campeonato Uruguayo de Fútbol Sala 2017                                                                          |
| Venezuela 1 cupo | Caracas Futsal Club             | Campeón del Torneo Superior de Futsal 2017                                                                                   |

## Sistema de juego
Participaron doce equipos en el torneo, de los cuales tres cupos fueron para Brasil, y uno para los nueve países restantes. Se dividieron en tres grupos de cuatro participantes cada uno. Los primeros dos de cada grupo avanzaron a la fase final, más los dos mejores terceros, para reunir ocho equipos partiendo desde cuartos de final en adelante.

## Primera fase
Se jugó entre el 22 y 29 de abril.
     Clasificado a la fase final.

     Clasificado como uno de los dos mejores terceros a la fase final.

### Grupo A
| Pos. | Equipos        | PTS | PJ | PG | PE | PP | GF | GC | DIF |
| ---- | -------------- | --- | -- | -- | -- | -- | -- | -- | --- |
| 1.   | Carlos Barbosa | 9   | 3  | 3  | 0  | 0  | 11 | 3  | +8  |
| 2.   | Boca Juniors   | 6   | 3  | 2  | 0  | 1  | 13 | 6  | +7  |
| 3.   | C.R.E          | 1   | 3  | 0  | 1  | 2  | 5  | 10 | -5  |
| 4.   | Colo Colo      | 1   | 3  | 0  | 1  | 2  | 6  | 16 | -10 |

| \| Fecha \| Lugar \| Local \| Resultado \| Visitante \| \| ------------------ \| -------------- \| -------------- \| --------- \| -------------- \| \| 22 de abril, 12:00 \| Carlos Barbosa \| Colo Colo \| 5-5 \| C.R.E \| \| 22 de abril, 20:30 \| Carlos Barbosa \| Carlos Barbosa \| 5-3 \| Boca Juniors \| \| 23 de abril, 16:00 \| Carlos Barbosa \| Boca Juniors \| 3-0 \| C.R.E \| \| 23 de abril, 20:00 \| Carlos Barbosa \| Carlos Barbosa \| 4-0 \| Colo Colo \| \| 24 de abril, 14:00 \| Carlos Barbosa \| Boca Juniors \| 7-1 \| Colo Colo \| \| 24 de abril, 20:00 \| Carlos Barbosa \| C.R.E \| 0-2 \| Carlos Barbosa \| |                |                |           |                |
| Fecha | Lugar          | Local          | Resultado | Visitante      |
| 22 de abril, 12:00 | Carlos Barbosa | Colo Colo      | 5-5       | C.R.E          |
| 22 de abril, 20:30 | Carlos Barbosa | Carlos Barbosa | 5-3       | Boca Juniors   |
| 23 de abril, 16:00 | Carlos Barbosa | Boca Juniors   | 3-0       | C.R.E          |
| 23 de abril, 20:00 | Carlos Barbosa | Carlos Barbosa | 4-0       | Colo Colo      |
| 24 de abril, 14:00 | Carlos Barbosa | Boca Juniors   | 7-1       | Colo Colo      |
| 24 de abril, 20:00 | Carlos Barbosa | C.R.E          | 0-2       | Carlos Barbosa |

### Grupo B
| Pos. | Equipos             | PTS | PJ | PG | PE | PP | GF | GC | DIF |
| ---- | ------------------- | --- | -- | -- | -- | -- | -- | -- | --- |
| 1.   | Joinville           | 7   | 3  | 2  | 1  | 0  | 11 | 5  | +6  |
| 2.   | Cerro Porteño       | 7   | 3  | 2  | 1  | 0  | 11 | 6  | +5  |
| 3.   | Caracas Futsal Club | 3   | 3  | 1  | 0  | 2  | 7  | 10 | -3  |
| 4.   | Panta Walon         | 0   | 3  | 0  | 0  | 3  | 2  | 10 | -8  |

| \| Fecha \| Lugar \| Local \| Resultado \| Visitante \| \| ------------------ \| -------------- \| ------------------- \| --------- \| ------------------- \| \| 22 de abril, 14:00 \| Carlos Barbosa \| Cerro Porteño \| 4-1 \| Panta Walon \| \| 22 de abril, 16:00 \| Carlos Barbosa \| Caracas Futsal Club \| 2-5 \| Joinville \| \| 23 de abril, 10:00 \| Carlos Barbosa \| Cerro Porteño \| 5-3 \| Caracas Futsal Club \| \| 23 de abril, 14:00 \| Carlos Barbosa \| Panta Walon \| 1-4 \| Joinville \| \| 24 de abril, 12:00 \| Carlos Barbosa \| Panta Walon \| 0-2 \| Caracas Futsal Club \| \| 24 de abril, 18:00 \| Carlos Barbosa \| Joinville \| 2-2 \| Cerro Porteño \| |                |                     |           |                     |
| Fecha | Lugar          | Local               | Resultado | Visitante           |
| 22 de abril, 14:00 | Carlos Barbosa | Cerro Porteño       | 4-1       | Panta Walon         |
| 22 de abril, 16:00 | Carlos Barbosa | Caracas Futsal Club | 2-5       | Joinville           |
| 23 de abril, 10:00 | Carlos Barbosa | Cerro Porteño       | 5-3       | Caracas Futsal Club |
| 23 de abril, 14:00 | Carlos Barbosa | Panta Walon         | 1-4       | Joinville           |
| 24 de abril, 12:00 | Carlos Barbosa | Panta Walon         | 0-2       | Caracas Futsal Club |
| 24 de abril, 18:00 | Carlos Barbosa | Joinville           | 2-2       | Cerro Porteño       |

### Grupo C
| Pos. | Equipos          | PTS | PJ | PG | PE | PP | GF | GC | DIF |
| ---- | ---------------- | --- | -- | -- | -- | -- | -- | -- | --- |
| 1.   | Magnus           | 7   | 3  | 2  | 1  | 0  | 19 | 4  | +15 |
| 2.   | Leones de Nariño | 7   | 3  | 2  | 1  | 0  | 12 | 4  | +8  |
| 3.   | Nacional         | 3   | 3  | 1  | 0  | 2  | 4  | 14 | -10 |
| 4.   | S.S. Bocca       | 0   | 3  | 0  | 0  | 3  | 2  | 14 | -12 |

| \| Fecha \| Lugar \| Local \| Resultado \| Visitante \| \| ------------------ \| -------------- \| ---------------- \| --------- \| ---------------- \| \| 22 de abril, 10:00 \| Carlos Barbosa \| S.S. Bocca \| 0-2 \| Nacional \| \| 22 de abril, 18:00 \| Carlos Barbosa \| Magnus \| 2-2 \| Leones de Nariño \| \| 23 de abril, 12:00 \| Carlos Barbosa \| Leones de Nariño \| 4-1 \| Nacional \| \| 23 de abril, 18:00 \| Carlos Barbosa \| Magnus \| 7-1 \| S.S. Bocca \| \| 24 de abril, 10:00 \| Carlos Barbosa \| Leones de Nariño \| 6-1 \| S.S. Bocca \| \| 24 de abril, 16:00 \| Carlos Barbosa \| Nacional \| 1-10 \| Magnus \| |                |                  |           |                  |
| Fecha | Lugar          | Local            | Resultado | Visitante        |
| 22 de abril, 10:00 | Carlos Barbosa | S.S. Bocca       | 0-2       | Nacional         |
| 22 de abril, 18:00 | Carlos Barbosa | Magnus           | 2-2       | Leones de Nariño |
| 23 de abril, 12:00 | Carlos Barbosa | Leones de Nariño | 4-1       | Nacional         |
| 23 de abril, 18:00 | Carlos Barbosa | Magnus           | 7-1       | S.S. Bocca       |
| 24 de abril, 10:00 | Carlos Barbosa | Leones de Nariño | 6-1       | S.S. Bocca       |
| 24 de abril, 16:00 | Carlos Barbosa | Nacional         | 1-10      | Magnus           |

### Mejores terceros
| Pos. | Equipos             | PTS | PJ | PG | PE | PP | GF | GC | DIF |
| ---- | ------------------- | --- | -- | -- | -- | -- | -- | -- | --- |
| 1.   | Caracas Futsal Club | 3   | 3  | 1  | 0  | 2  | 7  | 10 | -3  |
| 2.   | Nacional            | 3   | 3  | 1  | 0  | 2  | 4  | 14 | -10 |
| 3.   | C.R.E               | 1   | 3  | 0  | 1  | 2  | 5  | 10 | -5  |

## Fase final

### Cuadro principal
|  | Cuartos de final    | Cuartos de final    |               |                | Semifinales         | Semifinales         |  |                | Final               | Final               |  |
|  | 26 de abril de 2018 | 26 de abril de 2018 |               |                | 28 de abril de 2018 | 28 de abril de 2018 |  |                | 29 de abril de 2018 | 29 de abril de 2018 |  |
|  |                     |                     |               |                |                     |                     |  |                |                     |                     |  |
|  |                     |                     |               |                |                     |                     |  |                |                     |                     |  |
|  | Carlos Barbosa      | 6                   |               |                |                     |                     |  |                |                     |                     |  |
|  | Carlos Barbosa      | 6                   |               |                |                     |                     |  |                |                     |                     |  |
|  | Nacional            | 0                   |               |                |                     |                     |  |                |                     |                     |  |
|  | Nacional            | 0                   |               | Carlos Barbosa | 6                   |                     |  |                |                     |                     |  |
|  |                     |                     |               | Carlos Barbosa | 6                   |                     |  |                |                     |                     |  |
|  |                     |                     | Cerro Porteño | 1              |                     |                     |  |                |                     |                     |  |
|  | Cerro Porteño       | 3                   | Cerro Porteño | 1              |                     |                     |  |                |                     |                     |  |
|  | Cerro Porteño       | 3                   |               |                |                     |                     |  |                |                     |                     |  |
|  | Leones de Nariño    | 0                   |               |                |                     |                     |  |                |                     |                     |  |
|  | Leones de Nariño    | 0                   |               |                |                     |                     |  | Carlos Barbosa | 4                   |                     |  |
|  |                     |                     |               |                |                     |                     |  | Carlos Barbosa | 4                   |                     |  |
|  |                     |                     | Joinville     | 1              |                     |                     |  |                |                     |                     |  |
|  | Joinville           | 3 (5)               | Joinville     | 1              |                     |                     |  |                |                     |                     |  |
|  | Joinville           | 3 (5)               |               |                |                     |                     |  |                |                     |                     |  |
|  | Caracas Futsal Club | 3 (4)               |               |                |                     |                     |  |                |                     |                     |  |
|  | Caracas Futsal Club | 3 (4)               |               | Joinville      | 5                   |                     |  |                |                     |                     |  |
|  |                     |                     |               | Joinville      | 5                   |                     |  |                |                     |                     |  |
|  |                     |                     | Magnus        | 4              |                     |                     |  |                |                     |                     |  |
|  | Magnus              | 4                   | Magnus        | 4              |                     |                     |  |                |                     |                     |  |
|  | Magnus              | 4                   |               |                |                     |                     |  |                |                     |                     |  |
|  | Boca Juniors        | 3                   |               |                |                     |                     |  |                |                     |                     |  |
|  | Boca Juniors        | 3                   |               |                |                     |                     |  |                |                     |                     |  |
|  |                     |                     |               |                |                     |                     |  |                |                     |                     |  |

### Cuartos de final
| 26 de abril de 2018, 14:00 | Carlos Barbosa | 6:0 (5:0) | Nacional | Centro Municipal de Eventos, Carlos Barbosa |  |
|                            |                | Reporte   |          |                                             |  |

| 26 de abril de 2018, 16:00 | Cerro Porteño | 3:0 (1:0) | Leones de Nariño | Centro Municipal de Eventos, Carlos Barbosa |  |
|                            |               | Reporte   |                  |                                             |  |

| 26 de abril de 2018, 18:00 | Joinville | 3:3 (3:1) (3:3 t. s.)(5:4 p.) | Caracas Futsal Club | Centro Municipal de Eventos, Carlos Barbosa |  |
|                            |           | Reporte                       |                     |                                             |  |

| 26 de abril de 2018, 20:00 | Magnus | 4:3 (2:1) | Boca Juniors | Centro Municipal de Eventos, Carlos Barbosa |  |
|                            |        | Reporte   |              |                                             |  |

### Semifinales
| 28 de abril de 2018, 11:00 | Carlos Barbosa | 6:1 (4:0) | Cerro Porteño | Centro Municipal de Eventos, Carlos Barbosa |  |
|                            |                | Reporte   |               |                                             |  |

| 28 de abril de 2018, 13:00 | Joinville | 5:4 (1:2) | Magnus | Centro Municipal de Eventos, Carlos Barbosa |  |
|                            |           | Reporte   |        |                                             |  |

### Tercer y cuarto puesto
| 29 de abril de 2018, 11:00 | Magnus | 6:5 (4:2) | Cerro Porteño | Centro Municipal de Eventos, Carlos Barbosa |  |
|                            |        | Reporte   |               |                                             |  |

### Final
| 29 de abril de 2018, 13:00 | Carlos Barbosa | 4:1 (1:0) | Joinville | Centro Municipal de Eventos, Carlos Barbosa |  |
|                            |                | Reporte   |           |                                             |  |

|                                   |
| Bandera de Brasil                 |
| Campeón Carlos Barbosa 6.º título |

## Tabla general
Estas son las posiciones finales de los equipos participantes de la Copa Libertadores de Futsal 2018.
| Equipo | Equipo            | Pts | PJ | PG | PE | PP | GF | GC | Dif. | Rend.  |
| ------ | ----------------- | --- | -- | -- | -- | -- | -- | -- | ---- | ------ |
| 1      | Carlos Barbosa    | 18  | 6  | 6  | 0  | 0  | 27 | 5  | 22   | 100%   |
| 2      | Joinville         | 11  | 6  | 3  | 2  | 1  | 20 | 16 | 4    | 61,11% |
| 3      | Magnus            | 13  | 6  | 4  | 1  | 1  | 33 | 17 | 16   | 72,22% |
| 4      | Cerro Porteño     | 10  | 6  | 3  | 1  | 2  | 20 | 18 | 2    | 55,56% |
| 5      | Lerones de Nariño | 7   | 4  | 2  | 1  | 1  | 12 | 7  | 5    | 38,89% |
| 6      | Boca Juniors      | 6   | 4  | 2  | 0  | 2  | 16 | 10 | 6    | 33,33% |
| 7      | Caracas           | 4   | 4  | 1  | 1  | 2  | 7  | 13 | -3   | 22,22% |
| 8      | Nacional          | 3   | 3  | 1  | 0  | 3  | 0  | 0  | 0    | 16,67% |
| 9      | C.R.E.            | 1   | 3  | 0  | 1  | 2  | 5  | 10 | -5   | 5,56%  |
| 10     | Colo Colo         | 1   | 3  | 0  | 1  | 2  | 6  | 16 | -10  | 5,56%  |
| 11     | Panta Walon       | 0   | 3  | 0  | 0  | 3  | 2  | 10 | -8   | 0%     |
| 12     | S.S. Bocca        | 0   | 3  | 0  | 0  | 3  | 2  | 14 | -12  | 0%     |